# Instituto Árni Magnússon para los Estudios Islandeses
El Instituto Árni Magnússon para los Estudios Islandeses (en islandés: Stofnun Árna Magnússonar í íslenskum fræðum) es un instituto del Ministerio de Educación, Ciencia y Cultura de Islandia, que lleva a cabo investigaciones en islandés y relacionados con estudios académicos, en particular la lengua islandesa y la literatura islandesa, para difundir el conocimiento en estas áreas, y para proteger y desarrollar las colecciones que posee o que estén bajo su cuidado. Lleva el nombre de Árni Magnússon, un coleccionista de manuscritos medievales islandeses que vivió entre los siglos XVII y XVIII.

## Historia

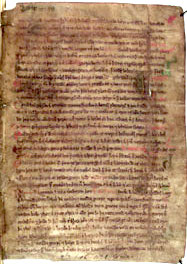
Página del manuscrito Landnámabók

Después de que Islandia recibiera un gobierno autónomo por parte del gobierno danés en 1904, el  Parlamento islandés hizo una petición para el regreso a Islandia de una porción significativa de la colección de los manuscritos de Arnamagnæan y otros documentos recopilados. En 1927-28, cuatro manuscritos, unas 700 cartas y otros documentos legales fueron devueltos a los Archivos Nacionales de Islandia. En 1962 se creó un instituto especial bajo el nombre de Handritastofnun Íslands ("Instituto de Manuscritos islandeses"). Diez años más tarde, después de que la transferencia de manuscritos de Copenhague había comenzado, las leyes relativas al instituto fueron cambiadas y fue renombrado Stofnun Árna Magnússonar á Íslandi (también llamado Árnastofnun). Se asoció administrativamente con la Universidad de Islandia hasta el 1 de septiembre de 2006, cuando se fusionó con otros cuatro institutos en Islandia para crear un instituto independiente más grande de estudios islandeses, el Instituto Árni Magnússon para los Estudios Islandeses.

## Ubicación
El instituto se encuentra en el edificio Árnagarður en el campus de la Universidad de Islandia en Reikiavik. 

## Manuscritos
El instituto contiene una serie de importantes manuscritos a nivel histórico y cultural, la mayor parte de ellos procedentes de la Colección Arnamagnæan. Entre ellos están:
- AM 113 fol (Íslendingabók)
- AM 371 4to (Landnámabók)
- AM 738 4to
- GKS 1005 fol (Flateyjarbók)
- GKS 2365 4to (Codex Regius de la Edda Poética)
- GKS 2367 4to (Codex Regius de la Edda prosaica)
- SÁM 66